# Рыбнов, Евгений Иванович
Евгений Иванович Рыбнов (род. 9 апреля 1960, Новоселицкое, Новоселицкий район, Ставропольский край) ― российский инженер, экономист и педагог. Доктор экономических наук, кандидат технических наук, профессор. Ректор Санкт-Петербургского государственного архитектурно-строительного университета (СПбГАСУ) с 2005 года. Почётный член Российской академии архитектуры и строительных наук.

## Биография
Родился 9 апреля 1960 года в селе Новоселицкое, Новоселицкий район, Ставропольский край. После окончания школы поступил в Ставропольский политехнический институт на инженерно-строительный факультет, где учился с 1977 по 1979 годы. После окончания двух курсов перевёлся в Ленинградский инженерно-строительный институт, который окончил в 1982 году по специальности «промышленное и гражданское строительство». После этого работал ассистентом кафедры сельхозстроительства Ставропольского политехнического института. 
В 1982―1986 годах ― стажёр-исследователь, аспирант кафедры строительной механики Ленинградского инженерно-строительного института. В декабре 1986 года окончил аспирантуру и защитил диссертацию на соискание учёной степени кандидата технических наук на тему «расчёт физических нелинейных тонкостенных коробчатых конструкций с помощью пространственных конечных элементов». В 1991 году решением ВАК при Совете Министров СССР ему было присвоено учёное звание старшего научного сотрудника. После окончания аспирантуры был направлен на работу в ЛИСИ, где продолжает работать по сей день: 1987―1988 годы ― инженер, старший научный сотрудник кафедры строительной механики; 1988―1991 годы ― заместитель секретаря, секретарь парткома; 1991―1992 годы ― проректор по экономическим вопросам. 
В 1992 году окончил заочно Санкт-Петербургский государственный университет по специальности «политическая экономия». С января 1993 по октябрь 2005 года занимал должность проректора по экономическим вопросам и международным связям в Санкт-Петербургском государственном архитектурно-строительный университете (СПбГАСУ). В 2002 году защитил диссертацию на соискание учёной степени доктора экономических наук по специальности на тему «стратегическое управление в обеспечении системной трансформации высшего профессионального образования». 
Награждён нагрудным знаком «Почётный работник высшего профессионального образования Российской Федерации» (2002). В 2003 году решением Министерства образования России ему было присвоено учёное звание профессора по кафедре экономической теории. Является автором более 50 опубликованных научных и учебно-методических работ. Подготовил не менее двух кандидатов наук. Заслуженный работник высшей школы Российской Федерации (2007). 
В декабре 2005 года был избран ректором Санкт-Петербургского государственного архитектурно-строительного университета, занимает эту должность по сей день. С октября 2011 года ― вице-президент Международной Ассоциации строительных высших учебных заведений (АСВ). В 2015 году занял 11 место в списке самых богатых ректоров высших учебных заведений в России.